# راندي ويست (مصور)
راندي ويست (بالإنجليزية: Randy West)‏ هو مصور أمريكي، ولد في 1960.